# Кіраль Сергій Іванович
Сергій Іванович Кіраль (нар. 21 березня 1975, Сокаль, Львівська область) — український політик, член партії «Самопоміч». Начальник Управління зовнішньоекономічних відносин та інвестицій Львівської міської ради.

## Біографія
Закінчив Сокальську середню школу з поглибленим вивченням англійської мови № 3 з відзнакою та у вересні 1992 року вступив до Львівського державного університету ім. І. Франка, який закінчив у 1997 році з дипломом спеціаліста, викладача англійської мови та літератури.
У 2002 році закінчив Львівський інститут менеджменту (перша приватна бізнес-школа в Україні) з дипломом спеціаліста з менеджменту організацій (сертифікат MBA), дипломна робота на тему міжнародного бізнесу і фінансів. Дві вищих освіти у сфері знання мов та економіки і бізнесу було підкріплено участю у великій кількості короткострокових семінарів та курсів, стажуванням за кордоном, зокрема, в Іспанії у
2003; Richard Ivey School of Business, Університет Західного Онтаріо (Канада), Києво-Могилянська бізнес-школа, участь в навчальних курсах тощо.
Працював перекладачем, з 2002 року — приватний підприємець у сфері консалтингу, обробки бізнес-планів, інвестиційних проектів, маркетингових стратегій для підприємств та організацій. У 2004–2005 рр. директор департаменту маркетингу на ВАТ "Концерн Хлібпром". З 2008 року — начальник управління зовнішньоекономічних відносин та інвестицій, заступник директора департаменту економічної політики Львівської міської ради.
В 2010 році балотувався кандидатом від Республікансько-Християнської Партії до Львівської міської ради.
Заступник голови Комітету Верховної Ради з питань промислової політики та підприємництва.
Кандидат у народні депутати від «Самопомочі» на парламентських виборах 2019 року, № 30 у списку.
Вільно володіє англійською, польською, на базовому рівні французькою та іспанською мовами.

## Родина
Одружений, має трьох дітей.